# マイガール (漫画)
『マイガール』は、佐原ミズによる日本の漫画。2006年6月2日号より2010年9月3日号まで『週刊コミックバンチ』（新潮社）で連載され、同月10日号にエピローグを掲載して完結した。

## あらすじ
恋人の陽子を留学先の不慮の事故で突然失った正宗と、突然現れた遺児である実の娘のコハル。2人は支えあいながら親子の絆を深めていく。

## 登場人物

### 笠間家
笠間 正宗（かざま まさむね）
本作品の主人公。第1話の時点では23歳。誕生日は7月2日。文具製作メーカー「宮本文具堂」の企画部に勤務。駅から徒歩20分、周りは畑ばかり、という築20年のアパートに暮らしている。原付バイクを所有し、通勤にも使っている。家族は写真家の父、強情で融通が利かない母、そして遠方に住む祖母（父方か母方か作中では明記されていない）がいる。
高校に入学して間もなく、正宗が使用していたテントウムシの飾りの付いたシャープペンシルが気になり話し掛けてきた4歳年上の塚本陽子と恋仲になり順調に交際を続けていた。正宗が高校3年生の時に陽子の留学が決まり、それを理由に別離を切り出される。しかし納得できない正宗は遠距離恋愛ともつかない、遠距離片思いを続け、陽子の帰国を信じて待つ日々を過ごしていた。3年が過ぎた頃、陽子が滞在先で就職したと耳にし、彼女への想いを諦める苦心と未練の狭間で一進一退を繰り返していた。陽子の留学から5年後の春、不慮の事故で亡くなったという知らせが届く。駆けつけた葬儀場で陽子が留学先で密かに産んで育てていた娘の存在を陽子の母から知らされる。
後日、陽子が正宗に宛てて書いていた“出さない手紙”を届けに来たコハルと出会う。初めは疑心暗鬼であったが、渡されたその手紙に綴られていた陽子の想いを知り、コハルと心を向かい合わせる。母を失った悲しみや寂しさを吐露するコハルの姿にかつての自身を重ね合わせ、陽子を大切に思う娘の気持ちを受け止め、同居することを決意する。
コハルと同居後、良き父親になろうと日々奮闘しているが、思いがけず5歳の女の子の父となったため、戸惑いや苦心の日々を送る反面、コハルとのふれあいや会話に日々のささやかな幸せを実感し、喜びを重ねている。
真面目で大人しい穏やかな性格であり、優等生タイプ。他人に対してあまり強固な物言いをしないため、良いように利用されることも多い、お人好し。幼少期よりメガネを使用している。
家事は一通りこなし、食事は基本的に手作り。陽子の遺影の前にも供えている。ケチャップで似顔絵を書いたオムライスを作ったりする心尽くしでコハルを喜ばせている。手先も器用で、毎朝コハルの髪を結ったり編んだり、クリスマス会のお芝居で着用するトナカイの着ぐるみ衣装をミシンを使って作ったこともある。
今でも陽子を愛し続けているが、周囲の助言に従って、将来的にはコハルの母となってくれる人を探すことが、コハルのため、自身のためにも良いのだろうか…と苦悩している。
会社同僚であった片桐から好意を示され交際を始める。しかし、お互いに気遣いすぎてぎこちなくなり、一度は別離するが紆余曲折を経て遠距離恋愛に至る。コハルも含めた交際を続け、時間をかけて絆を深めていった。後年、コハルの中学入学後に両親に結婚の為に紹介することになる。
笠間 コハル（かざま こはる）
正宗と陽子の愛娘。第1話時点で5歳。母・陽子の留学先で誕生、そのまま海外で育つ。陽子の死後、陽子の実家に身を寄せるため帰国。
母から伝え聞いていただけの父・正宗に宛てた陽子の手紙を届けるために1人で正宗の会社まで足を運ぶ。正宗もずっと陽子を大切に想っていたと知り、心を通わせ、同居を望み、引き取られた。正宗と出会った時点での苗字は「塚本」。その後、正宗がコハルを実子であると認知し、引き取るための手続きを行い「笠間」の姓になる。
現在は正宗のアパートで一緒に生活している。正宗が仕事の都合で帰りが遅くなる時などは祖母の家に預けられることもある。
留学先で女手一つで育児をし、学校に通い、仕事も見つけて頑張る陽子の姿を物心ついた頃から目にしていた。辛くても弱音を吐かないで自分に笑顔を見せる母のためにも「聞き分けのよい、迷惑をかけない子でいることが助けになる」と肌で感じ取り、あまり手を煩わせることのないよう、幼いコハルなりに考えて行動してきた。同年代の子供に多いわがままを言うことも滅多に無い。自分のことよりも正宗を気遣う姿は気を回しすぎるほどである。正義感も強く、意地悪を言う人に意見したり、困っている人や気持ちの弱っている人にさりげなく心を添わせる優しさも。人の気持ちに敏感で感受性が豊かな、心優しい素直な女の子である。それを父の正宗は誇らしく感じている。
生後数年は正宗が父親だと知らされていなかった。同居後も「パパ」「お父さん」とは呼ばず、母と同様に「正宗くん」と呼んでいる。
母の中学入学時の写真を見て以来、同じ制服を着ることに憧れと希望を持ち、私立中学の受験を目指して熱心に勉強をしている。算数が得意科目のひとつである。
「コハル」の名前の由来は、10月のある日、正宗が「今の時期（小春）が好き。少し寒くて、少し暖かいって一番良いと思う」と陽子に語ったことから。
後年、念願であった母と同じ私立中学に合格。憧れの制服を着用し、満面の笑みで入学式に臨んだ。
塚本 陽子（つかもと ようこ）
正宗の恋人。故人。明るく前向きで負けず嫌い。少し勝ち気で気丈な性格。自我が強く1人で考えを深め、決定・実行に移してしまうことも多い。しかし、自身の心にある陰りの部分を周囲に悟られ、心配されることを嫌い、気を張って明るく振舞っている節もある。心の琴線が細やかで愛情豊かな一面もある。テントウムシが好き。
かつて正宗の通う高校の付属大学に通っていた。19歳の時に、図書室で勉強をしていた正宗が使っていたテントウムシの飾り付きのシャープペンシルに興味を持ち、「購買では売っていなかった」と話し掛けたことがきっかけで知り合い、後に交際へと発展する。2年後、留学を理由に正宗に別れ話を切り出す。
留学の本当の理由は、当時高校生だった正宗の子を妊娠したため。出産の決意はすぐに固まったが、正宗に相談するという選択肢は打ち消してしまった。堕胎の二文字は頭になかった。「愛する人の子供を産みたい」。だが「真面目な性格の正宗に打ち明ければ、必ず自分の未来や夢を押し殺してでも責任を取ろうとするだろう」と考慮。まだ、あまりにも若い正宗の将来を案じ、重荷にならぬよう、目の届かないところで未婚の母になる覚悟をした末の渡航だった。「留学から帰ってくるまで待っている」「結婚して欲しい」と望む正宗の気持ちを嬉しく思いながらも、これから生まれてくる子供や、それに伴う抑制を余儀なくされる生活が、正宗の将来に負担になってしまうことを憂いて、遠距離恋愛を諦めるよう仕向ける強気で辛辣な言葉を残し、勝ち気で自立を目指す気丈な印象を正宗の胸に残して旅立つ。
コハルが物心ついてからも暫くの間、父親の存在を明かさなかった。また、コハルに命名の由来を尋ねられた折に正宗の名前が出ても「ママの大切な友達」とだけ教えていた。
陽子自身、婚外子として出生。実父と生活を共に出来ないワケありの母子家庭で育っている。
正宗の下を去ってから5年後、突然の事故により帰らぬ人となってしまった。志し半ばで遺体のまま無言の帰国。
コハルが正宗に届けた大量の未投函の“出さない手紙”には、出産や正宗との別離、それらを1人で決めてしまったことを申し訳なく思う、決して小さくはない罪悪感にも似た気持ち。異国での不安や寂しさ。そして何より正宗への忘れえぬ想いを綴った切ない内容がこぼれんばかりに溢れていた。弱音にも似た本心を伝えることが出来ない代わりに、便箋に言葉を綴り、封をすることで自身の気持ちをも封じ込め、戒めていたのである。

### 両親
陽子の母
陽子を1人で出産、その後も女手ひとつで育てたシングルマザー。陽子を出産した当時の時代背景もあり、父親のいない家庭で陽子を育てたことに対しやや劣等感を持っていた節がある。現在は一軒家に1人暮らし。陽子を私立の中学に入学させ、大学進学、留学費用まで工面出来る程度に金銭面の余裕はあったようであるが、職業を持っているのかなどについては不明。陽子が存命中には海外に住む2人のもとへ度々足を運んでいた。
葬儀に訪れた正宗にコハルの存在を明かし、その父親が正宗だと口頭で伝えた。
留学の準備をする陽子から正宗の子供を妊娠していることを告げられ、驚きと憤りから諌めるばかりで、子供を授かるという喜びを祝福してやれず「おめでとう」の一言を言う事が出来なかった…と悔いている。現在は正宗とコハルの生活を温かく見守り、時にはコハルのお迎えや、自宅で預かるなど、父子家庭の2人に惜しみない愛情と援助を申し出ている。
娘を誰よりも大切に思い続けてくれる正宗に感謝する一方で、陽子の影にとらわれることなく、人生のパートナーを探して欲しいと願っている。
陽子の父
陽子が物心つくころには他に家庭を築いており、陽子の元へは時々しか顔を出さなかった。運動会などの行事にも顔を出すことは無かった。陽子の母と出会ったときに、すでに家庭を持っていたのか、または一時でも婚姻関係があったのか、陽子を認知していたのかも不明。現在まで存命であるのか記述は無い。
正宗の父
職業は写真家。長めの口髭と正宗に良く似た垂れ目でいつも微笑んでいる笑顔が印象的。愛煙家。やや短気でせわしない妻と対極にあるような、多少のことでは動じない、大らかでおっとりした性格。妻との結婚も遅く、ある程度歳を重ねてから一粒種の正宗が誕生。ゆったりと包み込むような愛情で正宗と妻を大切に守ってきた。洞察力が鋭く、穏やかな口調でありながらも的確なアドバイスやヒントを正宗に示唆してくれる頼もしい存在である。
正宗の母
正宗曰く、厳格で融通が利かない頑固な性格。サバサバした、歯に衣着せない物言いをする節がある。ただそれは愛情の裏返しであったり、照れ隠しである場合も多い。親の考える幸せが子供の幸せと思っていて、それを押し付けがち。それを正宗にたしなめられたこともある。
相談もせず、未婚のまま子供を引き取った正宗の行動を当初は非難するが、いじらしいほど素直なコハルと接し、正宗との温かい父子関係を直接確かめてからは、頑なな考えや偏見を改める。それからのコハルの可愛がりようは正宗が呆れる程である。また、陽子の母とも良い関係を築いており、とても仲が良い。コハルを撮るために始めた写真撮影が今では趣味になっている。

### その他
秋（しゅう）
コハルと同じ幼稚園に通う同級生の男の子。卒園後は私立の小学校に入学。コハルとは2年後、学習塾で再会することになる。両親は共働きで擦れ違いが多く、秋が園児の頃に別居。以後、検事である父親と2人暮らし。1人で食事をすることも多い。
秋のことよりも自分達の都合や仕事を優先している両親への反発や憤り、その寂しさから周囲に対して少年らしからぬ冷めた言動をすることがある。反面、両親が元の鞘に納まり、仲良く3人で暮らすことを望み、父に取り成す場面も。自分の両親と違い、相手の気持ちや都合を考え、また、亡くなった陽子をいつまでも変わらぬ想いで大切にし続け、質素ながらも温かい家庭を作る努力をしている笠間親子が羨ましくて仕方がない。しかし、それを言葉にしてしまうと自分の心が傷つき崩れそうになるのが怖いのでワザと憎まれ口をきいて自己防衛と虚勢を張ってしまう。実はとてもデリケートで、寂しがり屋の少年である。
秋がどんなに乱暴な言葉を投げても動じずに受け止め、心の底から大切に思っていることを素直に表し、受け入れることを臆さない笠間親子と触れ合ううちに、頑なだった気持ちが徐々に和らいでいく。まだ気恥ずかしさから、喜びや感謝の気持ちを素直に口に出来ず、生意気な口や意地悪な物言いをしてしまうこともある。しかし、その不器用な言動や表現のなかにも、前向きで一生懸命頑張るコハルを好ましく思い、応援しようという気持ちが芽生えてきている。
秋が小学2年生の時に両親の離婚が成立、父子家庭となる。
秋の父
職業は検事。秋曰く「背が高くて頭も良くて格好良くて、優しい、大好きな自慢の父」。たまに取れる休みの日に秋とサッカーボールで遊ぶこともある。家事は苦手。仕事の多忙さから、不本意ながら家庭的とは言い難い生活を送ってきたため、仕事を持つ妻と擦れ違いの日々の末、別居。以後、秋と2人で暮らしている。
秋が幼稚園児の時に、秋や正宗の言葉を受けて親子3人での生活を見直して、再スタートを切るための努力をするが長く続かなかった。その後も多忙を極める生活は変わらず、秋に寂しい思いをさせている自責の念はあるものの、どうすることも出来ないジレンマや不甲斐なさを感じ、時に自暴自棄になり酒に身を沈めることも増える。
秋が小学2年生の時に離婚が成立。十分な家庭生活を秋に与えることが出来ず、今後も約束出来ない環境だと判断。新しい家庭を持つ予定になっている秋の母親のもとで生活出来るよう手配りをする。秋を愛しく思い、幸せを願った末の苦渋の決断だった。この頃には秋の母との間にあったわだかまりは消え、今になって、お互いの未熟さや至らなさを認め合うことが出来るようになっていた。しかし、独りになってしまう父を想い「一緒に暮らしたい」と望んだ秋の気持ちを受け止め、今まで通り2人で暮らす決意をする。
秋の母
夫との擦れ違いの生活に我慢が出来ず、秋が幼稚園児の時に1人で家を出る。自身も仕事を持って働いている（職業は不明）。別居後、夫が多忙を理由に秋の面倒を十分にしていないことを知り、自分のもとに連れていこうとしたが、秋や正宗の言葉に心が動き、再び3人で生活できるよう尽力を試みる。しかし徐々に笑顔は消え、継続は困難だと悟り、別居生活を続けていた。
秋が小学2年生のときに離婚が成立。既に再婚予定の婚約者もおり、新しい家庭を作る準備が出来ている。そこに秋を迎えて、寂しさや不自由を感じさせない新しい生活を与えようと考えていた。しかし秋は「母にはもう傍にいてくれるパートナーがいるが、自分がいなくなったら父は独りになってしまう。父に寂しい思いをさせたら可哀想だ。一緒にいたい」と泣きながら心のうちを吐露。思いがけない秋の言葉に驚くが、思いやりの心が芽生え、成長していた我が子の優しい気持ちを慮り、尊重することを決意。寂しく思いながらも笑顔で承諾する。
大家夫妻
コハルを引き取る前から正宗が住んでいるアパートの家主。コハルを孫のように可愛がり、何かと目を掛けてくれている。コハルも“おじいちゃん”“おばあちゃん”と懐いている。夫婦ともに高齢のため、人生の終焉は「人に迷惑をかけないように…」「（お互い）看取れなくても致し方ないこと…」と話し合っていた。最愛の人の最後かもしれない時にそばに居られなかった悔しさや悲しみを誰よりも知っている笠間親子は、そんな本心ではないであろう寂しい言葉を語る二人を放っておくことが出来ず、少しでも力になりたいと考えている。
後年、夫妻は相次いで他界。アパートも取り壊しになり、敷地は公園に整備される。一部廃材は再利用されることになった。
吉田カンナ（よしだ かんな）
コハルの小学校の同級生。幼稚園の時にいじめられた経験があり、やや無愛想になってしまった。他人とのコミュニケーションが苦手。コハルと友達になるまではクラスの誰とも話をせず、学校にも人形を持参し、一人、話しかけていた。コハルと打ち解けてからは、家族ぐるみの交流を持つ。
吉田アンナ（よしだ あんな）
カンナの姉。高校生。カンナを通じて笠間親子と親交を持つ。高校卒業後、以前より交際している恋人・秋保シローと結婚。男の子を出産。
由紗（ゆさ）
コハルが亡き母・陽子の面影を見ている女性。木ノ内クリーニング店を営んでいる。母の死後、思いがけず家業を継ぐことになり、慣れない作業や不安、戸惑いから店を続けていくべきか悩んでいた。笠間親子や店の常連と会話を交わし、触れ合ううちに、少しずつ周囲に目を向けられるようになり、前向きな気持ちを持つようになる。
工藤（くどう）
正宗の会社の先輩。面倒なことが嫌いな、やや口の悪いお調子者。キャバクラが好きで、正宗を度々誘うが袖にされてばかりいる。キャバ嬢からは「健ちゃん」と呼ばれている。軽薄で自己中心的に見えるその態度は幼少期の経験が少なからず影響している。親に要らぬ心配を掛けないよう、寂しい気持ちを見透かされないよう、明るく軽い言動で振舞うことが彼なりの親孝行であり、処世術であった。同時に自分を守る手段にもなっていた。しかし、親の顔色を伺いながらの生活は少年期の工藤の心に不自然な負担や空虚感を覚えさせていた。状況は違えど、正宗に対するコハルの子供らしからぬ気遣いや配慮を目にし、自身の幼いころの経験と重なり合う部分を感じ取り、コハルが表に出さないように隠していた我慢を察知した。ぶっきらぼうな態度であるが、コハルが負担に感じない言葉で「時には親に我が儘を言うことや、甘えることも必要」とアドバイスをする。
松下（まつした）
正宗の会社の先輩。30歳を目前にし、自分の存在価値や年齢、将来に不安を感じ始め積極的に婚活をしている女性。親戚にもお見合いの席を設けてくれるように頼んでいた。そして急遽決まったお見合い。しかし、釣書に目を通さず臨んだため、その場でお見合い相手が正宗と知って驚く。実は親戚と正宗の母が仕事上で付き合いがあり、当座凌ぎのお見合いの席に正宗があてがわれたのであった。縁談がまとまることはなく笑い話になり、正宗との関係も今まで通り。
片桐（かたぎり）
正宗の会社の後輩。20代前半の女性。入社当時から正宗に好意を抱いていたが、陽子のことを忘れられずにいた姿を目にし、後にコハルを引き取ることになったことで「笠間さんは独身を貫くつもりなのだろう」と思い込み、その気持ちを胸に秘めたまま諦めていた。しかし、正宗の本意でないにしろ（松下との）お見合いの席に足を運んだことを耳にし、衝撃と憤りを感じる。そして一度は諦めた恋心が再燃し始める。
意を決して正宗に告白し、間もなく交際を始めたものの笠間親子のなかで今も生き続けている陽子の存在に気後れする。また、正宗との関係が進展するよう気遣う素振りを見せるコハルや、自分を本当に受け入れてくれているのか、はっきりしない正宗に徐々に不安を感じ距離をおくようになる。家事の事情から実家に近い会社に移動することになり、正宗との関係も思い出にする決心をした。しかし、正宗から改めて交際を続けて欲しい旨の申し入れがあり、遠距離恋愛をすることになる。
後年、中学受験も終え、一段落した笠間親子と一緒に正宗の実家を結婚の報告に訪れることになる。

## 書誌情報
- 佐原ミズ 『マイガール』 新潮社〈バンチコミックス〉、全5巻
  1. 2007年4月15日発行、ISBN 978-4-10-771325-4
  2. 2008年3月15日発行、ISBN 978-4-10-771382-7
  3. 2009年6月15日発行、ISBN 978-4-10-771489-3
  4. 2009年10月23日発行、ISBN 978-4-10-771524-1
  5. 2010年11月9日発行、ISBN 978-4-10-771599-9

## テレビドラマ
2009年10月9日から12月11日までテレビ朝日系列の『金曜ナイトドラマ』枠（23:15 - 翌0:15）にて放送された。全10話。原作の設定を一部変更し、オリジナルの内容や人物が登場する。主演の相葉雅紀は『ヤンキー母校に帰る』以来6年振りの連続ドラマ出演であり、この作品が連続ドラマ初主演となる。また、共演の優香は6年振り、村上信五は5年振りの連続ドラマ出演となる。
また、2009年秋のテレビ朝日の深夜枠の改編でこの作品から朝日放送と静岡朝日テレビを除く全ての系列局で同時ネットされるようになった。
一部地域（広島ホームテレビなど）は0:15 - 0:20にミニ番組として「前回までのあらすじ」と「次回予告」を放送している。2010年3月18日から20日まで、テレビ朝日イベントスペースにおいて「マイガールの世界展」を開催した。

### キャスト
- 笠間正宗 - 相葉雅紀
- 塚本陽子 - 優香
- 笠間コハル - 石井萌々果
- 柴田友哉 - 村上信五
- 林弘和 - 北村有起哉
- 瀬山高志 - 山崎樹範
- 片桐はるか - 平岩紙
- 新太 - 松本拓海
- 中園 香 - 井村空美
- 木村英生 - 日村勇紀（バナナマン）
- 塚本志織 - 朝加真由美
- 笠間清助 - 山崎一
- 光代 - 室井滋
- 室田長市 - 八名信夫
- 澄子 - 大森暁美

### ゲスト
- 霧島 - 村杉蝉之介（第2話）
- 千里 - 阪田瑞穂（第4話）
- 裕介 - 丸山歩夢（第4話）
- 林 ユカリ -鈴木砂羽（第5話）
- 倉田菜摘 - 市川由衣（第6話）
- 田口 - 載寧龍二（第6話）
- 健二 - 中村靖日（第7話）
- 敬子 - 前田美波里（第7話）
- 佳奈 - 大野百花（第8話）
- 陽子（幼少）- 山田萌々香（第9話）
- 佐藤 - 櫻井翔（第10話）
- 剣持 - 大杉漣（第10話）

### スタッフ
- 原作：佐原ミズ（新潮社「週刊コミックバンチ」連載）
- 脚本：大島里美、荒井修子、 高橋麻紀
- 音楽：澤野弘之、和田貴史
- 主題歌：嵐「マイガール」（ジェイ・ストーム）
- ロケ地協力：セントマーガレット病院
- 技術協力：テイクシステムズ、共立、ブル、テーク・ワン、ワインドアップ、バスク、スポット
- 美術協力：テレビ朝日クリエイト、東宝映像美術
- 企画・制作：ジェイ・ストーム
- 制作協力：東宝
- ゼネラルプロデューサー：桑田潔（テレビ朝日）
- プロデューサー：中川慎子（テレビ朝日）、長松谷太郎（ジェイ・ストーム）、佐藤善宏（東宝）
- 演出：高橋伸之、麻生学、梶山貴弘
- 制作著作：テレビ朝日

### サブタイトル
| 各話                                                       | 放送日         | サブタイトル                | 脚本     | 演出     | 視聴率 |
| ---------------------------------------------------------- | -------------- | --------------------------- | -------- | -------- | ------ |
| 第1話                                                      | 2009年10月9日  | キミを失い…娘と出逢う       | 大島里美 | 高橋伸之 | 9.6%   |
| 第2話                                                      | 2009年10月16日 | キミのいない世界            | 荒井修子 | 高橋伸之 | 8.9%   |
| 第3話                                                      | 2009年10月23日 | 許されない二人              | 荒井修子 | 麻生学   | 9.1%   |
| 第4話                                                      | 2009年10月30日 | 親子…最後の一日             | 高橋麻紀 | 麻生学   | 9.7%   |
| 第5話                                                      | 2009年11月6日  | 選択…子供の未来か自分の夢か | 高橋麻紀 | 高橋伸之 | 7.2%   |
| 第6話                                                      | 2009年11月13日 | たとえ夢見る頃が過ぎても…   | 高橋麻紀 | 麻生学   | 8.2%   |
| 第7話                                                      | 2009年11月20日 | またいつか恋をする…         | 高橋麻紀 | 梶山貴弘 | 7.5%   |
| 第8話                                                      | 2009年11月27日 | 大嫌いな2人                 | 高橋麻紀 | 麻生学   | 10.1%  |
| 第9話                                                      | 2009年12月4日  | …そして僕は夢を捨てる       | 高橋麻紀 | 高橋伸之 | 7.9%   |
| 最終話                                                     | 2009年12月11日 | 別離〜キミを忘れない!!      | 高橋麻紀 | 高橋伸之 | 10.0%  |
| 平均視聴率 8.82%（視聴率は関東地区・ビデオリサーチ社調べ） |                |                             |          |          |        |

- 第2話は『アンタッチャブル』初回15分拡大スペシャルのため23:30に放送

## 関連商品
- DVD
『マイガール DVD-BOX』
発売日・2010年3月26日、発売元・東宝
仕様・ディスク5枚組（本編488分+特典映像121分、※第1話、最終回のみディレクターズカット版にて収録）
【映像特典】
  - マイガール 撮影日記~正宗とコハルのいた日々~(メイキング)
  - マイガール 感動のクランクアップ集
  - マイガール プレミア試写会 記者会見
  - キャスト インタビュー集
  - ノンクレジットタイトルバック
  - PRスポット集

【初回限定封入特典】
  - ポストカード(4枚入り)

ASIN: B002QMMI9Q
形式・Color, Widescreen、リージョンコード・リージョン2、画面サイズ・1.78:1、ドルビーデジタル2.0chステレオ

- 書籍
『マイガール OFFICIAL BOOK』
発売日・2009年11月27日
出版社・新潮社、編集・テレビ朝日
仕様・大型本83ページ（商品の寸法:30×29.8×1.4 cm）、カラー
ISBN 978-4-10-321521-9
※第1話~7話までを編集。第8話~最終話までのエピソードを掲載した書籍は、その後も出版されていない。

- CD
『「マイガール」オリジナルサウンドトラック』
発売日・2009年11月25日
レーベル・コロムビアミュージックエンタテインメント
形式・CD、仕様・ディスク1枚、サウンドトラック全23曲収録

| M-01 | mein Mädchen              | 作曲・編曲:澤野弘之 |
| M-02 | With me                   | 作曲・編曲:和田貴史 |
| M-03 | Challenge!                | 作曲・編曲:和田貴史 |
| M-04 | Vater                     | 作曲・編曲:澤野弘之 |
| M-05 | Auf Wiedersehen           | 作曲・編曲:澤野弘之 |
| M-06 | Letter from the past      | 作曲・編曲:和田貴史 |
| M-07 | Loss of confidence        | 作曲・編曲:和田貴史 |
| M-08 | mein Mädchen(für Gitarre) | 作曲・編曲:澤野弘之 |
| M-09 | Kalte Tränen              | 作曲・編曲:澤野弘之 |
| M-10 | lose Fäden                | 作曲・編曲:澤野弘之 |
| M-11 | Accident                  | 作曲・編曲:和田貴史 |
| M-12 | The other side            | 作曲・編曲:和田貴史 |
| M-13 | mein Mädchen(für Klavier) | 作曲・編曲:澤野弘之 |
| M-14 | Happy Bicycle             | 作曲・編曲:和田貴史 |
| M-15 | Flower                    | 作曲・編曲:和田貴史 |
| M-16 | Life                      | 作曲・編曲:和田貴史 |
| M-17 | Grau                      | 作曲・編曲:澤野弘之 |
| M-18 | mein Mädchen(für Cello)   | 作曲・編曲:澤野弘之 |
| M-19 | U.S.O.                    | 作曲・編曲:和田貴史 |
| M-20 | Mirage                    | 作曲・編曲:和田貴史 |
| M-21 | Danke schön               | 作曲・編曲:澤野弘之 |
| M-22 | Come to me again          | 作曲・編曲:和田貴史 |
| M-23 | What will be,will be      | 作曲・編曲:和田貴史 |
※嵐の歌う主題歌「マイガール」は本CDには収録されていない。
- その他、独自に制作したオリジナルグッズ（マグカップやステーショナリーグッズなど）が、テレビ朝日のオフィシャルショッピングサイト及びイベント会場などで販売された。